# Dejan Dabović
Dejan Dabović, född 3 augusti 1944 i Herceg Novi i Montenegro, död 6 december 2020 i Belgrad, var en serbisk vattenpolospelare. Han tog OS-guld 1968 med Jugoslaviens landslag.
Dabović spelade nio matcher i den olympiska vattenpoloturneringen i Mexico City. Han spelade åtta matcher i den olympiska vattenpoloturneringen i Montréal där Jugoslavien slutade på en femteplats.